# Campionati mondiali di volo con gli sci 2010

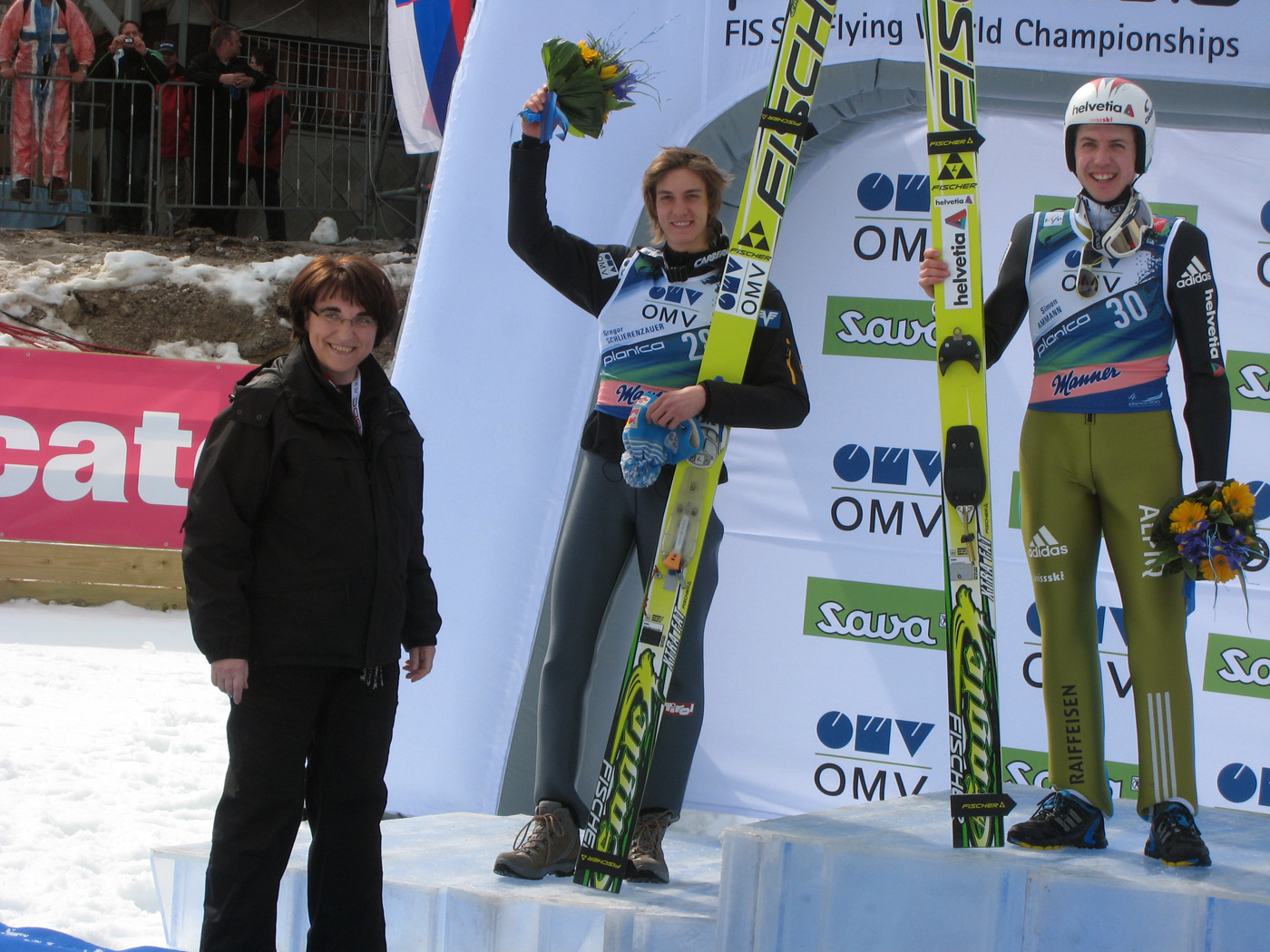
Il vincitore della gara individuale, Simon Ammann, e il secondo classificato, Gregor Schlierenzauer, ricevono sul podio il bouquet offerto dal ministro della Difesa sloveno, Ljubica Jelušič

I Campionati mondiali di volo con gli sci 2010, ventunesima edizione della manifestazione, si svolsero dal 18 al 21 marzo a Planica, in Slovenia, e contemplarono esclusivamente gare maschili. Furono assegnati due titoli.
Difensori del titolo erano nella gara individuale Gregor Schlierenzauer e nella gara a squadre l'Austria, che nel 2008 aveva schierato Andreas Kofler, Martin Koch, Thomas Morgenstern e lo stesso Schlierenzauer. Il titolo dell'individuale è andato allo svizzero Simon Ammann, mentre nella gara a squadre si è imposto nuovamente il quartetto austriaco, questa volta composto da Schlierenzauer, Koch, Morgenstern e Wolfgang Loitzl.

## Risultati

### Individuale
Simon Ammann effettuò il salto più lungo della gara con 236,5 m al quarto salto. In testa già dopo i primi due salti, ottenne il punteggio più alto in entrambi i giorni di gara, aggiudicandosi così il primo titolo della carriera nella disciplina e coronando una stagione in cui già aveva vinto due ori olimpici e la Coppa del Mondo. Il polacco Adam Małysz, secondo dopo tre salti, concluse in quarta posizione dopo un quarto salto nettamente inferiore; Schlierenzauer chiuse in seconda posizione. Il secondo salto per lunghezza è stato quello del ceco Antonín Hájek (236,0 m). Lo sloveno Robert Kranjec, vincitore della Coppa del Mondo di specialità nelle gare di volo, chiuse in quinta posizione.
Il campione norvegese Roar Ljøkelsøy, vincitore di quattro medaglie d'oro tra 2004 e il 2006 ma non qualificato per questa edizione, chiuse la sua carriera con un salto fuori competizione dopo la prima manche.
| Posizione | Atleta                | Nazione  | Punti |
| --------- | --------------------- | -------- | ----- |
| 1         | Simon Ammann          | Svizzera | 935,8 |
| 2         | Gregor Schlierenzauer | Austria  | 910,3 |
| 3         | Anders Jacobsen       | Norvegia | 894,0 |
| 4         | Adam Małysz           | Polonia  | 893,6 |
| 5         | Robert Kranjec        | Slovenia | 873,5 |
| 6         | Wolfgang Loitzl       | Austria  | 865,3 |

18-20 marzo

Trampolino: Letalnica

4 serie di salti

### Gara a squadre
Gregor Schlierenzauer ha effettuato il salto più lungo della giornata con 231,0 m.
| Posizione | Nazione   | Atleti                                                                | Punti  |
| --------- | --------- | --------------------------------------------------------------------- | ------ |
| 1         | Austria   | Gregor Schlierenzauer Martin Koch Thomas Morgenstern Wolfgang Loitzl  | 1641,4 |
| 2         | Norvegia  | Bjørn Einar Romøren Johan Remen Evensen Anders Bardal Anders Jacobsen | 1542,3 |
| 3         | Finlandia | Harri Olli Matti Hautamäki Olli Muotka Janne Happonen                 | 1474,3 |
| 4         | Polonia   | Kamil Stoch Łukasz Rutkowski Stefan Hula Adam Małysz                  | 1452,5 |
| 5         | Rep. Ceca | Lukáš Hlava Jan Matura Borek Sedlák Antonín Hájek                     | 1399,2 |
| 6         | Slovenia  | Robert Hrgota Jernej Damjan Jurij Tepeš Robert Kranjec                | 1378,3 |

21 marzo

Trampolino: Letalnica

2 serie di salti

## Medagliere per nazioni
| Posizione | Nazione   | Oro | Argento | Bronzo | Totale |
| --------- | --------- | --- | ------- | ------ | ------ |
| 1         | Austria   | 1   | 1       | 0      | 2      |
| 2         | Svizzera  | 1   | 0       | 0      | 1      |
| 3         | Norvegia  | 0   | 1       | 1      | 2      |
| 4         | Finlandia | 0   | 0       | 1      | 1      |